# Riddick – A sötét düh
A Riddick – A sötét düh (eredeti cím: The Chronicles of Riddick: Dark Fury) 2004-ben bemutatott amerikai animációs sci-fi film, amelyet Brett Matthews és David Twohy forgatókönyvéből Peter Chung rendezett. A mozifilm a Universal Pictures gyártásában készült és a Universal Studios Home Video forgalmazásában jelent meg.
Az Amerikai Egyesült Államokban 2004. június 15-én mutatták be DVD-n, Magyarországon ugyanebben az évben debütált.

## Cselekmény
Nem sokkal azután, hogy megszöktek a sötét bolygóról, Riddicket, Jacket és az imámot felveszi Kublai Khan, egy privát zsoldoshajó.  Bár Riddick megpróbálja eltitkolni személyazonosságát a zsoldosok elől azáltal, hogy a hajó rádióján kiadja egykori fogvatartóját, William J. Johns-t, gyorsan hangnyomtatják és azonosítják.  A hajó kapitánya, Junner mercsekből álló legénységet állít össze, hogy visszaszerezze Riddicket, akinek sikerül rájuk eresztenie a cseppet azáltal, hogy aktiválja a hajója tűzoltó rendszerét, és a habot fedezékként használja.  Miután könnyedén megölte a legtöbb mercsit, Riddick megadja magát, amikor Jacket elfogja és fegyverrel tartja fogva Junner.
A túlélők triója rájön, hogy fogvatartóik szokatlan terveik vannak velük.  Bemutatják nekik Antonia Chillingsworth-öt (Tress MacNeille), aki összegyűjti a hírhedt bűnözőket, és felfüggesztett animációban tartja őket, ahol még élnek, de nem tudnak beszélni vagy mozogni.  Kifejti, hogy véleménye szerint ez egyben méltó büntetés, és egy módja annak, hogy az említett gyilkosokat azért tiszteljék, amilyenek.  Ugyanezt szándékozik tenni Riddickkel is, de először arra kényszeríti őt, hogy harcoljon Jack és Iman életéért úgy, hogy egy arénába helyezi őket két „Shrill”-vel, biolumineszcens lénnyel, amelyek élősködő medúzára emlékeztetnek.
Riddick megöli mindkét lényt, és a késével kiszedi a Junner által a nyakába ültetett robbanóanyagot, hogy sorban tartsa;  Chillingsworth megvalósítja tervét, és felrobbantja a robbanóanyagot, így kijáratot teremt a trió számára, amin keresztül menekülhet.  Dühösen megparancsolja Junnernek, hogy ébresszen fel több zsoldost, köztük egy Toombs nevű ravasz mercet, és egy veszélyes húsevő idegent is elenged, hogy vadászzon rájuk.  Riddick megkéri Imant, hogy vigye fel Jacket a pilótafülkébe, és saját vérével csalja rá az idegent az üldöző mercsek lemészárlására (kivéve Toombst, akinek sikerül elbújnia egy csőben).  Ezután meglepi és megöli az idegent.
Junner, előre látva Riddick tervét, kiüti Imant, és megpróbálja megfojtani Jacket, mielőtt Riddick szembeszáll vele.  A két férfi egyenlő arányban van egymással, amíg Riddick nem manőverezi Junnert, hogy kardjával elvágjon egy tápkábelt, eloltsa a lámpákat, és egy nyílást adjon Riddicknek, hogy Junner szemét szúrja.  Ekkor megjelenik egy tébolyult Chillingsworth, aki meg akarja ölni Riddicket, amikor Jack felveszi Junner puskáját és fejbe lövi.  Miközben a trió egy csepphajóval indul, Imam aggodalmát fejezi ki amiatt, hogy Jack pontosan olyan lesz, mint Riddick, ha továbbra is együtt utaznak.  Riddick beleegyezik, és úgy dönt, hogy Új-Mekkában hagyja őket, amíg elbújik.  Eközben Toombs, miután átvette Kublaj kán parancsnokságát, elindul, hogy elfogja Riddicket a jutalomért.

## Szereplők
| Szereplő      | Eredeti hang     | Magyar hang        |
| ------------- | ---------------- | ------------------ |
| Riddick       | Vin Diesel       | Kálid Artúr        |
| Jack          | Rhiana Griffith  | Molnár Ilona       |
| Imam          | Keith David      | Koroknay Géza      |
| Junner        | Roger L. Jackson | Seder Gábor        |
| Chillingworth | Tress MacNeille  | Menszátor Magdolna |
| Toombs        | Nick Chinlund    | Epres Attila       |